# Forsyth-Edwardsova notacija
Forsyth-Edwardsova notacija ali s tričrkovno kratico FEN (angleško »Forsyth Edwards Notation«) je računalniški format zapisa šahovske igre. Uporablja se za prikazovanje šahovskih položajev in vsebuje vse informacije, potrebne za nadaljevanje igre.
FEN temelji na sistemu, ki ga je razvil škotski časnikar David Forsyth. Steven Edwards ga je dopolnil za računalniško rabo. Zapis FEN je lahko del zapisa PGN, še posebno kadar se partija ne odvija od začetne pozicije, nepogrešljiv pa je pri šahovskih različicah, na primer za Fischerjev naključni šah.

## Opredelitev
Zapis FEN v eni vrstici besedila z uporabo ASCII znakov natančno določa položaj v šahovski igri. Podaljšek datoteke je običajno ».fen«.
Zapis vsebuje 6 polj; ločila med njimi so presledki. Polja so:
- Položaj figur (kot jih vidi beli igralec) Vsaka vrsta, od osme do prve, vsebuje opis figur po stolpcih od a do h. Za bele figure so uporabljene velike črke (»KQRBNP«), za črne pa male (»kqrbnp«); Prazna polja so označena s števili od 1 do 8. Vrstice ločuje poševnica »/«.
- Kdo je na potezi. »w« - beli, »b« - črni.
- Možnosti rokade. Če ni možna nobena rokada, je na tem mestu »-«.  Sicer pa je v tem polju ena ali več črk, glede na to katera rokada je možna: »K« (Beli lahko rokira na kraljevo stran), »Q« (Beli lahko rokira na damino stran), »k« (Črni lahko rokira na kraljevo stran), »q« (Črni lahko rokira na damino stran).
- Polje za en passant. Če ni možnosti poteze en passant je tukaj »-«, sicer pa je tu polje za kmetom, ki je ravno naredil dvokorak.
- Štetje polpotez: To je število polpotez od zadnjega premika kmeta ali jemanja figure. Števec uporabljen za ugotavljanje, ali je možna reklamacija remija s 50-poteznim pravilom.
- Številka poteze: Vsaka poteza ima dve polpotezi: belega in črnega

Razširitev zapisa FEN je zapis EPD (Extended Position Description).

## Zgledi
Zgled začetnega položaja v zapisu FEN:
```
rnbqkbnr/pppppppp/8/8/8/8/PPPPPPPP/RNBQKBNR w KQkq - 0 1
```

Po prvi potezi 1. e4:
```
rnbqkbnr/pppppppp/8/8/4P3/8/PPPP1PPP/RNBQKBNR b KQkq e3 0 1
```

Po 1. ... c5:
```
rnbqkbnr/pp1ppppp/8/2p5/4P3/8/PPPP1PPP/RNBQKBNR w KQkq c6 0 2
```

Po 2. Sf3:
```
rnbqkbnr/pp1ppppp/8/2p5/4P3/5N2/PPPP1PPP/RNBQKB1R b KQkq - 1 2
```

Primer iz rekordne partije:

8/8/8/1r1B3R/3K1k2/8/8/8 b - - 0 175